# Катастрофа «Конкорда»
Катастрофа «Конкорда» — велика авіаційна катастрофа, що сталася у вівторок 25 липня 2000 року. Надзвуковий авіалайнер Aérospatiale-BAC Concorde 101 авіакомпанії Air France виконував чартерний рейс AFR 4590 за маршрутом Париж — Нью-Йорк, але під час розгону по ЗПС у нього спалахнув двигун № 1 (лівий). Екіпаж підняв палаючий літак у повітря, щоб потім здійснити вимушену посадку, але за 2 хв після зльоту лайнер упав на будівлю готелю в муніципалітеті Гонесс за 4 км на південний захід від аеропорту Парижа. У катастрофі загинули 113 людей — усі 109 осіб, що перебували на борту літака (100 пасажирів і 9 членів екіпажу) і 4 особи на землі; ще 1 людина на землі дістала поранення.
Це єдина катастрофа «Конкорда» за 27 років експлуатації та друга катастрофа надзвукового літака у Франції (після катастрофи Ту-144 під Парижем).

## Відомості про рейс 4590

### Літак
Aérospatiale-BAC Concorde 101 (реєстраційний номер F-BTSC, серійний 203) випущено 1975 року (перший політ здійснив 31 січня під тестовим б/н F-WTSC). 6 січня 1976 року куплений авіакомпанією Air France. Оснащений чотирма газотурбінними двигунами з форсажною камерою Rolls-Royce Olympus 593/610. Останній плановий ремонт пройшов 21 липня 2000 року, жодних проблем виявлено не було. На день катастрофи 25-річний авіалайнер здійснив 4873 цикли «зліт-посадка» і налітав 11 989 год.

### Екіпаж та пасажири
Літаком керував дуже досвідчений екіпаж, склад якого був таким:
- Командир повітряного судна (КПС) — 53-річний Крістіан Марті[ru] (фр. Christian Marty). Пілот-ветеран, пропрацював у авіакомпанії Air France 33 роки (від 12 липня 1967 року). Керував літаками Boeing 727, Boeing 737, Airbus A300, Airbus A320 та Airbus A340. На посаді командира Aérospatiale-BAC Concorde — від 16 серпня 1999 року (до цього керував ним як другий пілот). Налітав 13 477 год (5495 їх як КПС), 317 із них на Aérospatiale-BAC Concorde (284 з них як КПС).
- Другий пілот — 50-річний Жан Марко (фр. Jean Marcot). Дуже досвідчений пілот, пропрацював у авіакомпанії Air France 28 років та 7 місяців (від 16 грудня 1971 року). Керував літаками Nord 262[en], Morane-Saulnier MS.760[en], Caravelle та Airbus A300. На посаді другого пілота Aérospatiale-BAC Concorde — від 10 січня 1989 року. Налітав 10 035 год, 2698 з них на Aérospatiale-BAC Concorde.
- Бортінженер — 58-річний Жиль Жардіно (фр. Gilles Jardinaud). Пропрацював у авіакомпанії Air France 32 роки та 4 місяці (від 22 березня 1968 року). Керував літаками Caravelle, Falcon 20, Boeing 727, Boeing 737, Boeing 747 та Boeing 747-400. На посаді бортінженера Aérospatiale-BAC Concorde — від 28 лютого 1997 року. Налітав 12 532 год, 937 з них на Aérospatiale-BAC Concorde.

У салоні літака працювали 6 бортпровідників:
- Югетт Ле Гуадек (фр. Huguette Le Gouadec), 36 років — старший бортпровідник;
- Патрік Шевальє (фр. Patrick Chevalier), 38 років;
- Ерве Гарсія (фр. Hervé Garcia), 32 роки;
- Флоранс Фурнель (фр. Florence Fournel), 27 років;
- Брігітте Крузе (нім. Brigitte Kruse), 49 років;[5]
- Анн Поршерон (фр. Anne Porcheron), 36 років.

| Громадянство | Пасажири | Екіпаж | Усього |
| ------------ | -------- | ------ | ------ |
| Німеччина    | 96       | 1      | 97     |
| Франція      | 0        | 8      | 8      |
| Данія        | 2        | 0      | 2      |
| Австрія      | 1        | 0      | 1      |
| США          | 1        | 0      | 1      |
| Усього       | 100      | 9      | 109    |

Загалом на борту літака перебувало 109 осіб — 9 членів екіпажу та 100 пасажирів. Чартерний рейс замовила німецька компанія «Peter Deilmann Cruises». 96 зі 100 пасажирів на борту були німцями, які летіли до Нью-Йорка, щоб там сісти на круїзний лайнер «Deutschland» для 16-денного круїзу Південною Америкою.

## Хронологія подій

### Попередні обставини

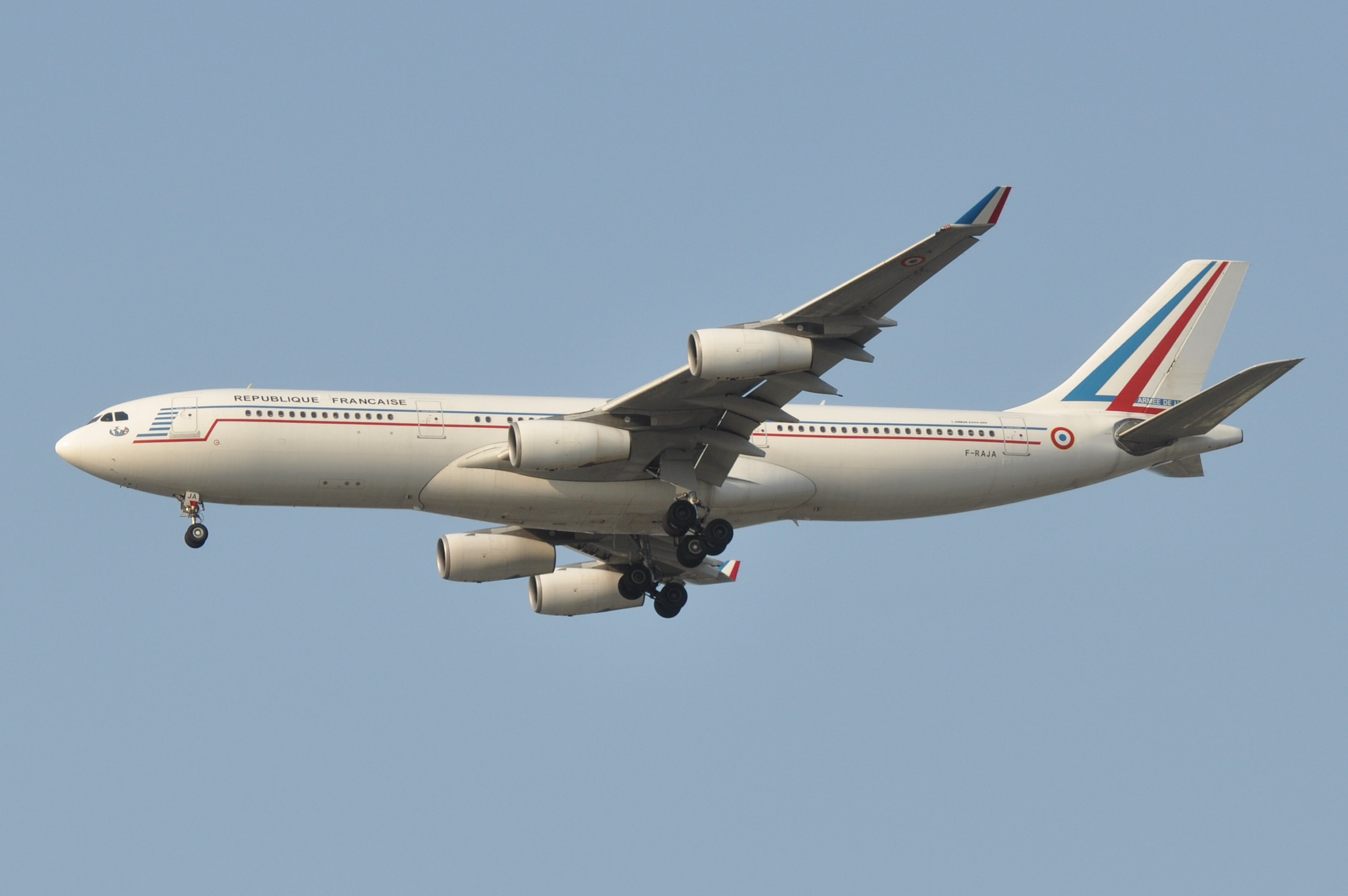
Airbus A340-200 (літак президента Франції)

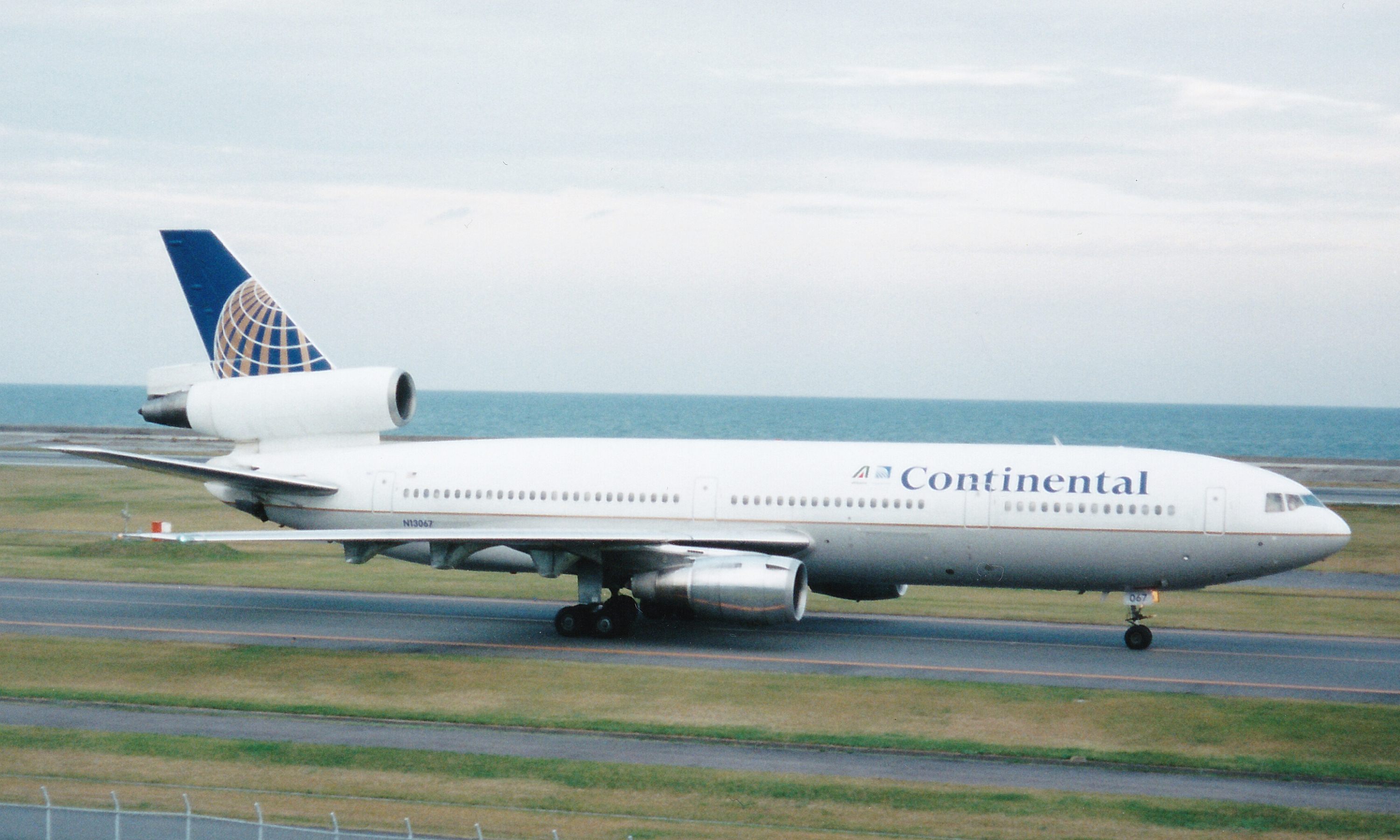
McDonnell Douglas DC-10-30 борт N13067

За кілька хвилин до зльоту рейсу AFR 4590 на злітну смугу № 26R Міжнародного аеропорту імені Шарля-де-Голля здійснив посадку літак президента Франції Жака Ширака, який повернувся з Окінави зі саміту G8. О 16:38 президентський Airbus A340-200 зарулював на стоянку і в цей же час із тієї ж ЗПС № 26R здійснював зліт пасажирський авіалайнер McDonnell Douglas DC-10-30 американської авіакомпанії Continental Airlines (борт N13067, рейс COA 055 Париж—Ньюарк). Під час розбігу по ЗПС від двигуна № 1 (лівого) відірвалася титанова пластина — деталь, що захищає від зносу стулки механізму реверсу. Таке пошкодження не становило небезпеки для DC-10.

### Катастрофа
Через 4 хвилини (о 16:42 CEST (14:42 UTC)) на злітну смугу № 26R вирулював Aérospatiale-BAC Concorde 101 борт F-BTSC. Під час розбігу по ЗПС на швидкості приблизно 280 км/год лайнер наїхав на металевий уламок від DC-10, внаслідок чого шина правого першого колеса на лівій стійці шасі лопнула. Великий фрагмент шини, що вдарив у крило літака, спричинив пошкодження обшивки та витік авіапалива з бака № 5. Ще один фрагмент шини перебив електропровід і викликав коротке замикання. Газ, що витікав із бака, одразу спалахнув від іскри і став причиною спрацювання пожежної сигналізації двигуна № 2 (на лівому крилі ближче до фюзеляжу) та його відключення екіпажем. Згодом двигун № 1 «задихнувся» від гарячих газів, не зміг далі працювати у нормальному режимі та відключився.
Авіадиспетчер Жиль Ложлен (фр. Gilles Logelin), що перебував на командно-диспетчерському пункті аеропорту імені Шарля-де-Голля, виявив загоряння рейсу 4590 і відразу повідомив про це екіпажу. Літак вже закінчував розбіг по ЗПС, тому пілоти не мали можливості припинити зліт і о 16:43:15 підняли авіалайнер, що горів, у повітря. КПС ухвалив рішення розігнати літак на трьох двигунах і посадити його в аеропорту Ле-Бурже, проте через кілька секунд після відриву від ЗПС, через пожежу двигун № 1 (крайній на лівому крилі) відмовив і літак почав кренитися вліво. Потім ніс літака різко задерся вгору, рейс AFR 4590 втратив керування і о 16:44 CEST звалився на невеликий готель «Hôtelissimo Les Relais Bleus» в муніципалітеті Гонес приблизно за 3 км від аеропорту імені Шарля-де-Голля; від удару лайнер повністю зруйнувався, будинок готелю охопила пожежа. За кілька годин пожежу було загашено. Внаслідок катастрофи загинули 113 людей — усі 109 осіб на борту «Конкорда» та 4 особи, які перебували в готелі (2 поляки, 1 маврикієць та 1 алжирець). Ще одна особа на землі отримала поранення.

### Розшифровка переговорів
Розшифровка двох останніх хвилин запису мовного самописця рейсу AFR 4590 (переклад українською мовою):
| 16:42:15   | «Конкорд» на ЗПС готується до зльоту.        | «Конкорд» на ЗПС готується до зльоту. |
| 16:42:17   | Диспетчер                                    | Ейр Франс 4590, ЗПС 26 права, вітер нуль 90 вузлів, зліт дозволяю. |
| 16:42:21   | Другий пілот                                 | 4590, злітаємо 26 права (звук перемикача). |
| 16:43:00   | «Конкорд» розбігається по ЗПС.               | «Конкорд» розбігається по ЗПС. |
| 16:43:13   | Диспетчер                                    | Конкорд нуль… 4590, у вас полум'я (нрзб), шлейф полум'я позаду вас. |
| 16:43:20   | Бортінженер                                  | Відмова двиг…, відмова двигуна другого (два звуки перемикача, спрацьовує пожежна сигналізація). |
| 16:43:22   | ?                                            | Дуже горить, а… (звучить сигнал-гонг). |
| 16:43:23   | (звук перемикача).                           | (звук перемикача). |
| 16:43:24   | Бортінженер                                  | Зупинено другий двигун. |
| 16:43:25   | КПС                                          | Процедура пожежогасіння двигуна (звук перемикача, пожежна сигналізація вимикається). |
| 16:43:27   | Другий пілот                                 | Увага, індикатор швидкості, індикатор швидкості, індикатор швидкості (звук перемикача, звучить сигнал-гонг).                                                                                                |
| 16:43:28   | ?                                            | Спалах сильний, я не впевнений, що це з двигуна (звук перемикача, схожий на увімкнення рукоятки системи пожежогасіння).                                                                                     |
| 16:43:30   | КПС                                          | Шасі прибираються. |
| 16:43:31   | «Конкорд», що палає, піднімається в повітря. | «Конкорд», що палає, піднімається в повітря. |
| 16:43:31   | Диспетчер                                    | 4590, за вами сильний шлейф полум'я. |
| 16:43:37   | Диспетчер                                    | Отже, вам, вам пріоритет на посадку. |
| 16:43:37   | Бортінженер                                  | Шасі. |
| 16:43:38   | Другий пілот                                 | Ні… (звук двох перемикачів). |
| 16:43:39   | КПС                                          | Шасі (нрзб) прибираються. |
| 16:43:41   | Другий пілот                                 | Зрозумів… (пожежна сигналізація, сигнал-гонг, три звуки перемикачів). |
| 16:43:45   | Другий пілот                                 | Я намагаюсь (нрзб) |
|            | Бортінженер                                  | Я роблю. |
| 16:43:46   | КПС                                          | (нрзб) …ви вимкнули другий двигун (сигналізація задимлення вимикається). |
| 16:43:48   | Бортінженер                                  | Я вимкнув його. |
| 16:43:56   | Другий пілот                                 | Шасі не прибираються (звук пожежної сигналізації). |
| 16:43:59   | GPWS                                         | WHOOP! WHOOP! PULL UP! |
| 16:44:00   | GPWS                                         | WHOOP! WHOOP! PULL UP! |
| 16:44:00,7 | Другий пілот                                 | Індикатор повітряної швидкості. |
| 16:44:02   | GPWS                                         | WHOOP! WHOOP! PULL UP! |
| 16:44:03   | КПЗ                                          | Де Голль-Вишка, командир пожежного загону. |
| 16:44:05   | Диспетчер                                    | Командир пожежного загону, е-е… тут «Конкорд», я не знаю їхніх намірів, тож займіть позицію біля південних ЗПС (звук перемикача).                                                                           |
| 16:44:12   | КПС                                          | (нрзб). |
| 16:44:13   | КПЗ                                          | Де Голль-Вишка, командир пожежного загону, дозвольте зайняти ЗПС 26 права. |
| 16:44:15   | Другий пілот                                 | Ле-Бурже, Ле-Бурже, Ле-Бурже. |
| 16:44:16   | КПС                                          | Запізно (нрзб). |
| 16:44:18   | Диспетчер                                    | Командир пожежного загону, поправка, «Конкорд» повертається на ЗПС нуль-дев'ять із протилежного напряму. |
| 16:44:19   | КПС                                          | Нема часу, ні (нрзб). |
| 16:44:22   | Другий пілот                                 | Ні, прямуємо в Ле-Бурже (звук чотирьох перемикачів). |
| 16:44:26   | Другий пілот                                 | Ні (нрзб). |
| 16:44:26   | КПЗ                                          | Де Голль-Вишка, командир пожежного загону. Чи можете ви пояснити ситуацію з Конкордом? (подвійний сигнал-гонг та звук перемикача, далі знову звук перемикача та звуки, що нагадують переміщення предметів). |
| 16:44:27   | КПС                                          | (нрзб, звук фізичних зусиль). |
| 16:44:31   | Звук удару, кінець запису.                   | Звук удару, кінець запису. |

## Реакція
- Повідомлення про катастрофу «Конкорда» миттєво з'явилися в ефірі і спричинили шок не лише у Франції, але й у всій Європі. Курс акцій авіакомпаній Air France і British Airways на Паризькій, Нью-Йоркській та Токійській фондових біржах різко впав.
- Перша реакція в Англії на катастрофу «Конкорда» — потрясіння, невіра в те, що трапилося, і навіть уражене почуття національної гідності. «Найнадійніший у світі», «ідеал технічної досконалості», «символ перемоги європейської конструкторської думки над гегемонією американських „Боїнгів“», — такі свого часу були коментарі про «Конкорд».
- У день катастрофи рейсу 4590 через технічні неполадки скасовано ще один політ «Конкорда» з Лондона до Нью-Йорка. Усіх пасажирів пересадили на інший літак.

## Розслідування
Причини катастрофи рейсу AFR 4590 розслідувало французьке Бюро з розслідування та аналізу безпеки цивільної авіації (BEA) за участю Відділу розслідування авіаційних подій Великої Британії (AAIB).
Одразу після катастрофи уламки авіалайнера доставили на військово-повітряну базу Дюні. Через деякий час вдалося отримати дані з бортових самописців. Розглядаючи можливі причини катастрофи «Конкорда», фахівці зразу ж спростували версію про теракт, висунувши на перший план технічну несправність одного з двигунів. Раніше у пресі повідомлялося, що причиною катастрофи могла стати недбалість техніків, проте версія журналістів не знайшла підтверджень. Крім того, подібні публікації викликали обурення Національної профспілки техніків цивільної авіації, яка засудила «кампанію, спрямовану на те, щоб поставити під сумнів роботу механіків, які здійснювали ремонт авіалайнера».
Французька та англійська урядові комісії з розслідування причин катастрофи встановили:
- Під час розбігу авіалайнера по ЗПС відбулося пошкодження шини основного шасі титановою пластиною, що відокремилася від двигуна американського літака McDonnell Douglas DC-10, який здійснював зліт по тій самій смузі. Уламки покришки пробили балансувальний паливний бак, внаслідок чого сталося коротке замикання та займання авіапалива, а потім пожежа двигуна. Звук вибуху шини зафіксував бортовий самописець. Автоматичній протипожежній системі не вдалося ліквідувати пожежу, і за кілька хвилин полум'я поширилося на другий двигун. Під впливом інтенсивного полум'я і внаслідок виділення горючих газів техніка відмовила, що спричинило втрату керування та падіння авіалайнера.
- Американська сторона підтвердила, що на літаку DC-10 відсутня одна з деталей захисного механізму реверсу.
- На момент катастрофи всі 4 газотурбінні двигуни «Конкорда» працювали справно.
- Представники авіакомпанії British Airways встановили, що гума на шасі «Конкорда» борт F-BTSC не змінювалася протягом 300 циклів «зліт-посадка», що могло призвести до технічного зношення матеріалу.

Остаточний звіт розслідування BEA опубліковано 16 січня 2002 року.

## Судові позови
Air France подала до суду на авіакомпанію Continental Airlines. Згідно з міжнародним зведенням законів, авіаперевізник несе відповідальність за шкоду, заподіяну предметами, що впали з його літака. Цей закон дозволив Air France пред'явити Continental Airlines позов на відшкодування збитків від катастрофи «Конкорда». З аналогічними позовами до суду звернулися адвокати, які представляли інтереси родичів загиблих у катастрофі. У результаті авіакомпанія Air France виплатила постраждалим та сім'ям загиблих у катастрофі 100 000 000 € компенсації.
2010 року відбувся суд над 42-річним механіком авіакомпанії Continental Airlines у Х'юстоні Джоном Тейлором (англ. John Taylor), який погано закріпив деталь, що відпала (пластина була прикріплена до двигуна одним болтом). Його засуджено до 15 місяців позбавлення волі умовно, також він сплатив штраф €1700. Continental Airlines, у свою чергу, виплатила авіакомпанії Air France штраф 170 000 € і компенсацію 850 000 €.

## Наслідки катастрофи
Після катастрофи «Конкорда» всі польоти надзвукових авіалайнерів заборонили. 12 літаків стояли в Парижі та Лондоні, ще 1 опинився в Нью-Йорку. Фахівці Міжнародної організації повітряних перевізників та американська Федеральна авіаційна адміністрація (FAA) провели ретельне обстеження технічного стану всіх літаків, яке тривало майже 2 місяці. Проте несправностей та дефектів виявити не вдалося, і заборону на польоти надзвукових «Конкордів» зняли.
Ця катастрофа поряд з подіями 11 вересня 2001 року стала однією з причин різкого зниження популярності надзвукових пасажирських авіаперевезень, експлуатація літаків почала завдавати збитків, тому наприкінці жовтня 2003 року всі «Конкорди» були виведені з експлуатації і стали експонатами авіамузеїв.

## Культурні аспекти
- Катастрофу рейсу 4590 Air France показано у двох документальних серіалах телеканалу National Geographic Channel — «Секунди до катастрофи» (серія «Троща „Конкорда“») і « Розслідування авіакатастроф» (серія «Конкорд: Вогненний зліт»).
- Також її показано в американському документальному серіалі телеканалу MSNBC «Чому розбиваються літаки» (англ. Why Planes Crash) у серії «Пожежа в небі» (англ. Fire In The Sky).
- Катастрофу згадано в книзі І. А. Муромова «100 великих авіакатастроф» у розділі «Катастрофа „Конкорда“ під Парижем».
- Літак, що розбився, знявся у фільмі-катастрофі «Аеропорт-79: „Конкорд“[en]», що вийшов 1979 року.